# 250 Bettina
250 Bettina este un asteroid din centura principală, descoperit pe 3 septembrie 1885, de Johann Palisa.